# Louvois
Louvois és un municipi francès, situat al departament del Marne i a la regió del Gran Est. L'any 2007 tenia 345 habitants.

## Demografia

### Població
El 2007 la població de fet de Louvois era de 345 persones. Hi havia 132 famílies, de les quals 20 eren unipersonals (8 homes vivint sols i 12 dones vivint soles), 52 parelles sense fills, 56 parelles amb fills i 4 famílies monoparentals amb fills.
La població ha evolucionat segons el següent gràfic:
Habitants censats

### Habitatges
El 2007 hi havia 149 habitatges, 133 eren l'habitatge principal de la família, 9 eren segones residències i 7 estaven desocupats. 148 eren cases i 1 era un apartament. Dels 133 habitatges principals, 109 estaven ocupats pels seus propietaris, 17 estaven llogats i ocupats pels llogaters i 7 estaven cedits a títol gratuït; 13 tenien tres cambres, 22 en tenien quatre i 98 en tenien cinc o més. 106 habitatges disposaven pel capbaix d'una plaça de pàrquing. A 48 habitatges hi havia un automòbil i a 77 n'hi havia dos o més.

### Piràmide de població
La piràmide de població per edats i sexe el 2009 era:
| Homes | Edats   | Dones |
| ----- | ------- | ----- |
| 0     | 95 o +  | 0     |
| 0     | 90 a 94 | 0     |
| 0     | 85 a 89 | 0     |
| 8     | 80 a 84 | 0     |
| 4     | 75 a 79 | 12    |
| 20    | 70 a 74 | 12    |
| 4     | 65 a 69 | 0     |
| 8     | 60 a 64 | 4     |
| 16    | 55 a 59 | 8     |
| 16    | 50 a 54 | 24    |
| 12    | 45 a 49 | 20    |
| 24    | 40 a 44 | 28    |
| 4     | 35 a 39 | 4     |
| 8     | 30 a 34 | 4     |
| 8     | 25 a 29 | 12    |
| 16    | 20 a 24 | 16    |
| 12    | 15 a 19 | 8     |
| 12    | 10 a 14 | 16    |
| 16    | 5 a 9   | 16    |
| 0     | 0 a 4   | 4     |

## Economia
El 2007 la població en edat de treballar era de 224 persones, 180 eren actives i 44 eren inactives. De les 180 persones actives 173 estaven ocupades (94 homes i 79 dones) i 7 estaven aturades (2 homes i 5 dones). De les 44 persones inactives 14 estaven jubilades, 16 estaven estudiant i 14 estaven classificades com a «altres inactius».

### Ingressos
El 2009 a Louvois hi havia 131 unitats fiscals que integraven 334 persones, la mediana anual d'ingressos fiscals per persona era de 25.795,5 €.

### Activitats econòmiques
Dels 12 establiments que hi havia el 2007, 3 eren d'empreses alimentàries, 2 d'empreses de fabricació d'altres productes industrials, 1 d'una empresa de construcció, 1 d'una empresa de comerç i reparació d'automòbils, 1 d'una empresa d'hostatgeria i restauració, 1 d'una empresa financera i 3 d'empreses classificades com a «altres activitats de serveis».
Dels 2 establiments de servei als particulars que hi havia el 2009, 1 era una fusteria i 1 perruqueria.
L'únic establiment comercial que hi havia el 2009 era una fleca.
L'any 2000 a Louvois hi havia 34 explotacions agrícoles que ocupaven un total de 288 hectàrees.

## Equipaments sanitaris i escolars
El 2009 hi havia una escola elemental integrada dins d'un grup escolar amb les comunes properes formant una escola dispersa.

## Poblacions més properes
El següent diagrama mostra les poblacions més properes.